# Первинний ізотопний ефект
Первинний ізотопний ефект (рос. первичный изотопный эффект, англ. primary isotope effect) — кінетичний ізотопний ефект, пов'язаний з ізотопним заміщенням атома, що утворює зв'язок, який рветься чи утворюється в лімітуючій або передрівноважній стадії. Коли такий ефект відбивається на значеннях констант рівноваги реакцій, він називається первинним рівноважним ізотопним моментом.
Переважно зумовлений різницею мас атомів ізотопів.